# Ilaria Sommavilla
Ilaria Sommavilla (Belluno, 14 luglio 1987) è una sciatrice d'erba italiana.
È un'atleta italiana che compete nella coppa del mondo. È riuscita ad aggiudicarsi la coppa del mondo nel 2012; è una grande specialista dello slalom.

## Palmarès

### Mondiali sci d'erba
- 3 medaglie:
  - 1 oro (slalom a Rettenbach 2009);
  - 2 bronzi (gigante a Goldingen 2011; gigante a Shichikashuku Miyagi 2013).

### Mondiali juniores sci d'erba
- 13 medaglie:
  - 2 ori (gigante a Suche Lazce 2006; gigante a Nova Levante 2007)
  - 8 argenti (slalom, combinata a Goldingen 2003; slalom a Bad Tatzmannsdorf 2004; gigante a Nove Mesto 2005; combinata, slalom a Suche Lazce 2006; supercombinata, slalom a Nova Levante 2007)
  - 3 bronzi (combinata, gigante a Bad Tatzmannsdorf 2004; supergigante a Suche Lazce 2006).

### Campionati Italiani di sci d'erba
- 26 medaglie:
  - 17 ori
  - 5 argenti
  - 4 bronzi

### Coppa del Mondo di sci d'erba
- Vincitore della Coppa del Mondo di sci d'erba nel Coppa del Mondo di sci d'erba 2012
- 31 podi
  - 5 vittorie;
  - 14 secondi posti;
  - 12 terzi posti;

#### Coppa del Mondo - vittorie
| Data              | Luogo          | Paese   | Disciplina     |
| ----------------- | -------------- | ------- | -------------- |
| 19 settembre 2010 | Sestriere      | Italia  | Slalom         |
| 17 settembre 2011 | Forni di Sopra | Italia  | Supercombinata |
| 23 giugno 2012    | Cattinara      | Italia  | Slalom sprint  |
| 24 giugno 2012    | Cattinara      | Italia  | Slalom sprint  |
| 2 settembre 2012  | Rettenbach     | Austria | Slalom         |